# Visegrád
Visegrád [ˈviʃɛgraːd] (în germană Plintenburg, în slovacă Vyšehrad, cunoscut în română și drept Vișegrad) este un oraș în județul Pesta, Ungaria. Este situat pe Dunăre, la cca 40 km nord de Budapesta. Numele cetății medievale provine din limbile slave, în care više grad înseamnă "cetate înaltă".

## Istorie
Între anii 1323 și 1408 de aici se conducea Regatul Ungar.
Aici s-a constituit în anul 1335 Grupul de la Visegrád, ca urmare a unei întâlniri de colaborare și mediere între Ioan al Boemiei, Cazimir al III-lea al Poloniei și Carol Robert de Anjou al Regatului Ungar. Întâlnirea a fost fructuoasă, aducând prosperitate celor trei regate.
Această colaborare a fost reînnoită pe 15 februarie 1991 semnatarii fiind Václav Havel, presedintele Cehoslovaciei, Lech Wałęsa, presedintele Poloniei și de József Antall, primul ministru a Ungariei. În 1993, ca urmare a divorțului de catifea, Grupul de la Visegrád a ajuns să aibă 4 membri.
După ce va fi arestat de către Matei Corvin în 1462, Vlad Țepeș va fi închis la Vișegrad pentru o perioadă de 12 ani. După ce va fi eliberat, Țepeș va fi apoi forțat să își petreacă doi ani la Buda, înainte de a fi proclamat domn al Tării Românești pentru a treia oară.

## Demografie
Componența etnică a orașului Visegrád
     Maghiari (83,8%)
     Germani (14,38%)
     Necunoscut (1,37%)
     Alții (0,46%)
Componența confesională a orașului Visegrád
     Romano-catolici (56,75%)
     Fără religie (8,13%)
     Reformați (7,54%)
     Atei (1%)
     Necunoscută (25,4%)
     Alte religii (2%)
Conform recensământului din 2011, orașul Visegrád avea 1.697 de locuitori. Din punct de vedere etnic, majoritatea locuitorilor (83,8%) erau maghiari, cu o minoritate de germani (14,38%). Apartenența etnică nu este cunoscută în cazul a 1,37% din locuitori.  Din punct de vedere confesional, majoritatea locuitorilor (56,75%) erau romano-catolici, existând și minorități de persoane fără religie (8,13%), reformați (7,54%) și atei (1,0%). Pentru 25,4% din locuitori nu este cunoscută apartenența confesională.

## Personalități născute aici
- Ludovic I (1326 - 1382), rege al Ungariei;
- Elisabeta de Luxemburg (1409 - 1442), regină consort a Germaniei, Ungariei și Boemiei.[5]